# Willy Foy
Willy Karl Max Emil Foy (geboren am 27. November 1873 in Leipzig; gestorben am 1. März 1929) war ein deutscher Ethnologe und Indogermanist.

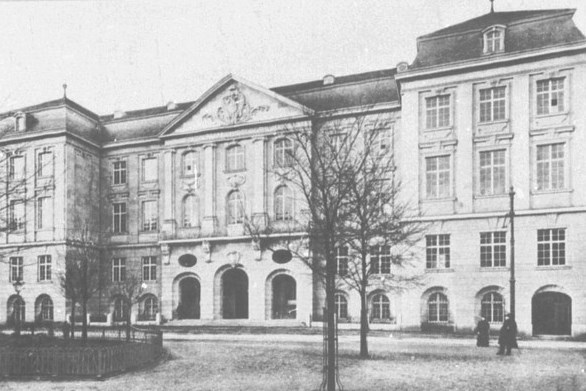
Rautenstrauch-Joest-Museum – Ubierring 45 (um 1910)

## Leben und Werk
Willy Foy wurde am 27. November 1873 in Leipzig geboren. Er besuchte für einige Jahre das König-Albert-Gymnasium in Köln und studierte an der Universität Leipzig. 1895 promovierte er zum Thema „Die königliche Gewalt nach den altindischen Rechtsbüchern, den Dharmasūtren und älteren Dharmaśāstren“. Im selben Jahr wurde er Assistent am Ethnographischen Museum in Dresden. 1901 wurde er der erste Direktor des Rautenstrauch-Joest-Museums für Völkerkunde und lehrte ab 1914 als Professor an der Kölner Universität. Foy war Herausgeber der Kulturgeschichtlichen Bibliothek, deren erster Band das Buch Methode der Ethnologie (1911)  von Fritz Graebner (1877–1934) – dem Begründer der kulturhistorischen Methode in der Ethnologie – bildete, der 1925 sein Nachfolger als Museumsdirektor wurde.

## Publikationen (Auswahl)
- Die königliche Gewalt nach den altindischen Rechtsbüchern, den Dharmasūtren und älteren Dharmaśāstren. Leipzig: Druck von G. Kreysing, 1895 Digitalisat
- Über alte Bronzetrommeln aus Südostasien. Wien: Im Selbstverlage der Anthropologischen Gesellschaft, 1903  Digitalisat
- Führer durch das Rautenstrauch-Joest-Museum (Museum für Völkerkunde) der Stadt Cöln. Cöln 1906 Digitalisat; 2. Auflage 1908 Digitalisat
- (Hrsg.) Kulturgeschichtliche Bibliothek